# 利川インターチェンジ
利川インターチェンジ（イチョンインターチェンジ）は大韓民国京畿道利川市にある嶺東高速道路のインターチェンジである。

## 歴史
- 1971年12月1日 - 開設[2]

## 周辺
- 首都圏電鉄京江線夫鉢駅
- 韓国鉄道公社夫鉢車両事業所（朝鮮語版）
- SKハイニックス利川工場
- 現代エレベーター利川工場

## 隣
嶺東高速道路
(21) 戸法JCT - (22) 利川IC - 驪州SA - (23) 驪州JCT